# Josef Pelikán (advokát)
Josef Pelikán (26. března 1894, Myslibořice – 18. října 1970, Třebíč) byl český advokát.

## Biografie
Josef Pelikán se narodil v roce 1894 v Myslibořicích u Třebíče, jeho otcem byl pololáník Leopold Pelikán a matkou Anna Pelikánová. Vystudoval gymnázium v Třebíči a v roce 1920 získal titul doktora práv na Právnické fakultě Univerzity Karlovy. Následně pracoval jako advokát v Brně a také jako komisař ředitelství státních drah v Brně. Během druhé světové války mu bylo zakázáno provozovat advokacii a v roce 1941 byl zatčen gestapem, odsouzen stanným soudem a uvězněn v Brně. Posléze byl propuštěn a mezi lety 1945 a 1950 opět působil jako advokát ve vlastní kanceláři, následně byla jeho kancelář nuceně zrušena a on tak musel nastoupil do bytového podniku v Brně, kde pracoval jako výběrčí nájmů. V roce 1958 byl zatčen a odsouzen za ohrožování devizového hospodářství a spekulaci za to, že mu jeho bratr Adolf Pelikán ze zahraničí poslal menší částku v dolarech. Byl odsouzen na osm let odnětí svobody a uvězněn v Ilavě, propuštěn byl po více než pěti letech kvůli těžké nemoci. Později mu zemřela manželka a následně se o něj starala jeho sestra v Myslibořicích a jeho bratr lékař Bohumil Pelikán. Byl pohřben na Ústředním hřbitově v Brně.
Byl rehabilitován v roce 1989.